# 抑うつ
抑うつ（抑鬱、よくうつ、英: depression）とは、気分が落ち込み、活動を嫌っている状況であり、そのため思考、行動、感情、幸福感に影響が出ている状況のこと。抑うつ状態とは状態像であり、抑うつの症状が精神状態の中心となっていることを意味する。
抑うつ状態はあくまで気分・感情であり、生きていれば誰にでも起きる気分の落ち込みである。抑うつというだけでは原因不明の症状であり、その状態が病的と診断されると「うつ病」として治療対象となる。
死別や経済破綻、災害や重篤な病気などへの反応は、理解可能な正常な悲観反応である。抑うつの原因が全て精神障害であるとは限らない。認知症の初期症状や、甲状腺機能低下症あるいは亢進症など他の医学的疾患も抑うつの原因となりえる。
抑うつは人生の出来事の一つに対する通常の反応としても起こり、ごく一部の医学的な症候についてが医学的治療や薬物療法の対象となる。うつ病として扱われるのは、ほぼ毎日、2、3週間は抑うつであり、さらに著しい機能の障害を引き起こすほど重症である場合である。
また、うつ病という一つの診断がついたので他は考慮しないというような短絡的な診断は行われがちである。他の精神障害も原因となりえ、誤診も報告されている。安易な投薬も行われがちであるが、WHOならびに日英のうつ病の診療ガイドラインは、軽症のうつ病に抗うつ薬の使用を推奨していない。

## 言葉
「抑うつ」という言葉の「抑」は気持ちが抑えつけられた状態を意味する。うつが抑えられている、という反対の意味ではないので注意。英語の「depression（de=下に、press＝押す）＝抑えつける」に由来する。

## 原因
2017年の調査では婚姻状況や孤独感は抑うつ症状にあまり関連しておらず、友人とのつながりが最も影響しているようで、より孤立している場合に抑うつ症状は強い。

### 人生の出来事
失業、離婚といった人生におけるストレスは、正常な悲観反応として、軽症のうつ病と同じ症状を呈するが、それは理解可能な出来事であり、過剰な診断と治療は避けることが勧められる。
抑うつ症候を引き起こすようなライフイベントや人生の転機には、出産、更年期障害、金銭的問題、仕事上の問題、医療診断（癌やHIVなど）、いじめ問題、失恋、自然災害、社会的孤独、人間関係の問題、嫉妬、隔絶、深刻な外傷などがある。WHOガイドラインでは、このような場合は抗うつ薬や心理療法を第一選択肢に考慮してはならず、文化的に適切な対応を話し合い支援するとしている。
子供時代に遭遇した外傷事故は、抑うつを引き起こすことがある。しかし子供時代の外傷（特に児童の性的虐待）が、常に成人の抑うつ要因であるとは限らず、抑うつに繋がる心理的過程を辿ることで引き起こされる。この分野について、この現象を引き起こすような化学的物質が存在するかについての研究がなされている。
親による子供の不平等な扱いもリスク要因であるとされている。なお、キューブラー＝ロスモデル（致命的な病気など死の受容）においては、抑うつは4段階目のプロセスである。

### 身体疾患による
抑うつは、様々な伝染病や神経疾患からも引き起こされ、内分泌疾患（男性）、アジソン病、ライム病、多発性硬化症、慢性痛、脳梗塞後の機能回復、糖尿病、癌、睡眠時無呼吸症候群、概日リズム不調などがある。最も早く徴候として現れるものの一つは、内分泌疾患である（甲状腺機能低下症）。慢性疲労症候群はよくうつ病と誤診される。
日本での調査では、鉄欠乏性貧血とうつ病との関連が見られ、より強い重症度とも関連していた。認知症の初期症状は、うつ病による自発性の欠如などと鑑別される必要がある。

### 物質誘発性
物質（薬物）を原因とした場合には、若年者では薬物乱用によって、高齢者では医薬品によって抑うつの症状が引き起こされる傾向にある。抑うつは薬物乱用によっても引き起こされる。患者に投与されるいくつかの医薬品は、抑うつを引き起こすことが知られている。ステロイド、インターフェロン、インターロイキン、レセルピンなどは薬剤性うつ病を起こしやすい。

### 精神障害
多くの精神障害について、その主訴は抑うつである。気分障害は主に気分不調を訴える疾患のグループである。このグループには、うつ病（あるいは大うつ病性障害）が含まれ、これは最低2週間抑うつ状況にあり、最近の一切の活動意欲や喜びを喪失している状況である。また気分変調症も含まれ、これは慢性的に抑うつ状況にあるが、うつ病の基準を満たすほど重症ではない状況である。
抑うつ状態のうち『精神障害の診断と統計マニュアル』において、大うつ病性障害として扱われるのは、1日のほとんどやほぼ毎日、2、3週間は抑うつであり、さらに著しい機能の障害を引き起こすほど重症である場合である。
うつ病に陥った人々は、悲壮感、不安感、空虚感、絶望感、焦燥感、罪悪感、短気、痛み、気分が休まらない、などの感情となっている。彼らはかつて喜びに満ちた活動であったことに対して意欲を失っており、食欲衰退するか過食となり、集中力や記憶力や意思決定に問題を起こし、自殺について考慮・挑戦・宣言し、不眠、過眠、疲労感、エネルギー喪失、長期の体部の痛み、消化系の不良などを訴える。
他の気分障害として双極性障害があり、気分・認知機能・エネルギーレベルが何度か異常に高揚するが、しかし抑うつも何度も起こるというエピソードに象徴される。抑うつエピソードが日照時間の減少に伴って季節的に繰り返している場合、それらの障害（大うつ病や双極性障害など）は、季節性情動障害に分類される。
また気分障害ではないが、境界性パーソナリティ障害 (BPD) も一般的に抑うつを訴える。適応障害の診断は、大きなイベントやストレッサーにより、精神的な気分失調が発生したが、その感情・行動の症候が大うつ病エピソードの基準に合致しない時に使われる。また外傷後の心的外傷後ストレス障害や不安障害によって、抑うつが引き起こされる事も知られている。

## 診断
抑うつを呈する原因は多々である。うつ病と診断されたが改善されないとして丁寧に問診すると、軽度の認知症患者であったり、他の精神障害であったりといったことは起こっている。1つの診断がついたので他は考慮しないというような思考過程では他の診断の見落としにつながりやすいが、このような短絡的な診断は行われがちであり、診断基準の誤った用い方である。抑うつの診断や重症度を計測するための心理テストには、ベック抑うつ評価尺度や小児抑うつ評価尺度など様々なものが存在する。

## 治療
抑うつは専門的治療を必要としなくてもよい。抑うつは特定のライフイベントに対する正常な反応として、また、いくつかの医学的状態の症状、またはいくつかの薬剤または治療法の副作用でもあり得る。特に他の症状が合併している長時間の抑うつは、精神医学的アプローチによる治療（例えば気分障害）が役立つ可能性がある。抑うつのサブタイプによって、治療アプローチは異なる。
『精神障害の診断と統計マニュアル』第5版 (DSM-5) には、よくあるストレスや喪失による、愛する人との死別といった、予測可能な反応は精神障害ではないとされ、うつ病の診断基準の注釈においては、死別や経済破綻、災害や重篤な病気などへの反応は、理解可能な、正常な反応である場合もあることが記述され、また死別による抑うつ症状も1-2年続くことがある。世界保健機関 (WHO) による2013年の急性ストレスのガイドラインも、死別はほとんどの人に精神障害をもたらさないため、ベンゾジアゼピン系の薬剤を処方してはならないとしている。なお、いかなる場合にも推奨されていない。
2009年の英国国立医療技術評価機構 (NICE) のうつ病のガイドラインは、危険性/利益の比率が悪いために軽症以下のうつ病に抗うつ薬を使用してはいけないとした。2012年の日本うつ病学会の大うつ病障害の治療ガイドラインでは、軽症うつ病には安易な薬物療法は推奨していない。
また、抑うつの低減や予防に、認知行動療法とその技法を用いたプログラムが有効であることが明らかになっている。そこでは、否定的な自動思考を同定し、客観的・多面的な認知に基づき、機能的な思考や自己肯定的な思考へと変更できるようになるための支援や、良かったこと（良い側面）に意識を向けられるようになるためのサポート、気晴らしなどのストレス対処方略や問題解決技法を習得できるようになるための支援などが行われる。なお、趣味・娯楽活動などを通じた気分転換の実施も抑うつを改善する効果がある。
ハーバード大学医学大学院精神医学教室准教授のリチャード・シュワルツによると、光療法は季節性情動障害などの改善に有望であり、この恩恵は朝の散歩や外に座ることでも得られ、投薬の軽減につながりうる。ただし光療法に関するエビデンスの質は未だ不十分とされる。

## 予防
抑うつは、後のうつ病のリスク要因となるうえ、学業・業務や対人関係などに様々な悪影響を与えることから、抑うつを予防するための予防的介入に関する研究が行われており、予防プログラムを実施する必要性が示されている。また、予防プログラムにおいて、うつ病のリスク要因となる抑うつの予防と同時に不安障害のリスク要因となる不安症状の予防に取り組む場合も多く、その必要性が指摘されている。
実際に、抑うつや不安症状を発症しやすい青年期・思春期・児童期に位置する児童・生徒・学生（小学生・中学生・高校生・大学生など）に向けて、授業などを活用した抑うつ・不安症状予防プログラムが開発・実施され有効性が実証されており、抑うつ・不安症状予防プログラムをカリキュラム内に位置づけて実施していく必要性が示されている。